# Faro Punta Piedras
El Faro Punta Piedras es un faro no habitado de la Armada Argentina que se encuentra en la ubicación 35°27′00″S 57°09′00″O / -35.45000, -57.15000 en la parte final del río de la Plata, en el extremo norte de la bahía de Samborombón y cerca de la desembocadura del río Salado, al noreste de la Provincia de Buenos Aires, Argentina. Es el último faro del Río de La Plata (viendo de norte a sur) y es el faro más septentrional del territorio continental argentino. Se halla dentro de la Estancia "Rincón Grande". Entre sus objetivos cumple con alertar a los navegantes sobre la presencia del «banco Piedras», el cual se extiende dentro del río por unas 17 millas náuticas.

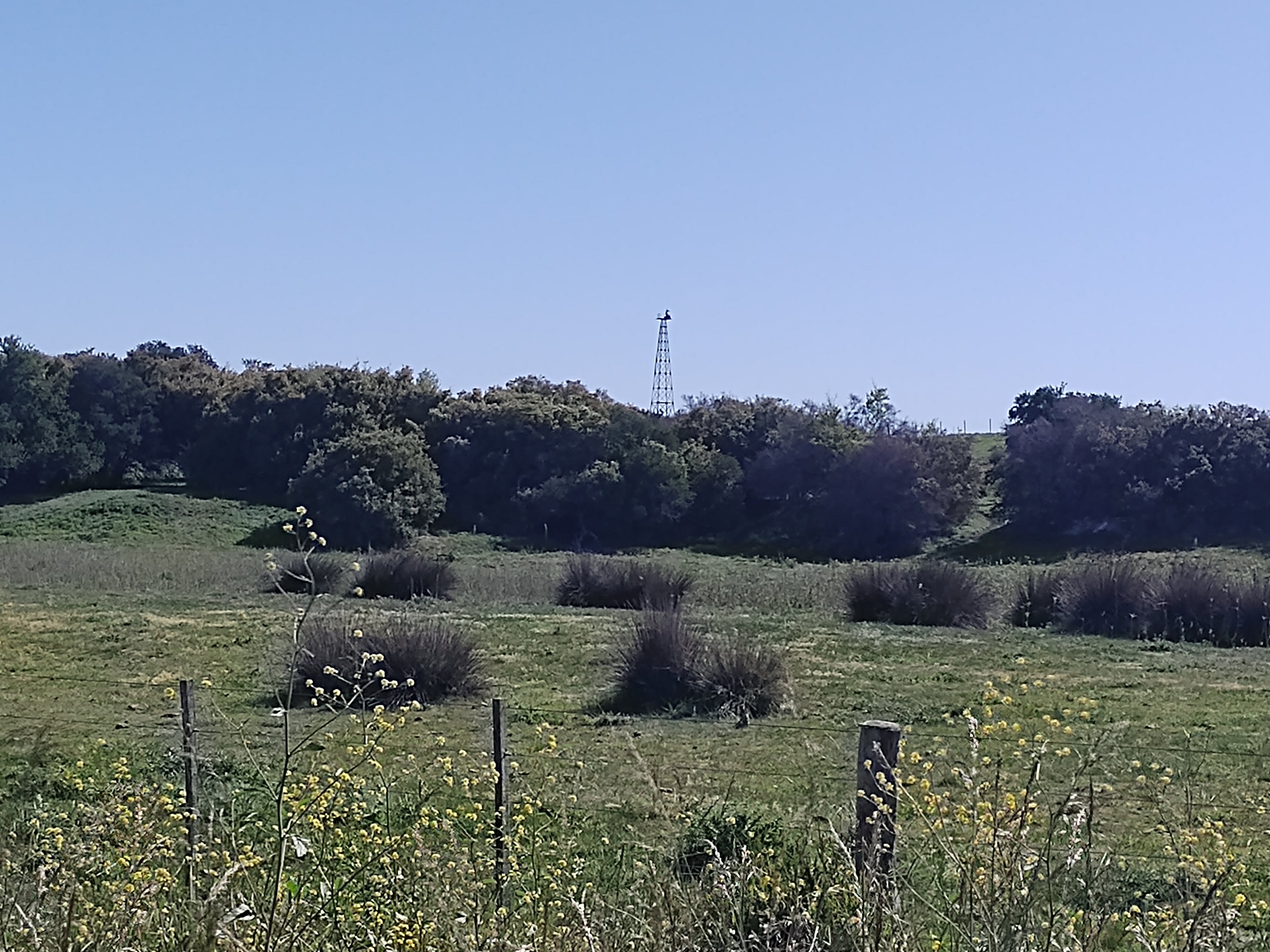
Faro Punta Piedras visto desde la Ruta Provincial 11. Partido de Punta Indio, Provincia de Buenos Aires, Argentina.

En un comienzo en el lugar se había instalado una baliza pero en noviembre de 1916 se construyó el faro en su reemplazo. Su aspecto no ha variado desde entonces y se trata de una torre troncopiramidal de hierro, en cinco tramos a rayas alternadas blancas y anaranjadas, de 31 metros de elevación. Su alcance nominal es de 15,1 millas náuticas. Su fuente de alimentación es la energía solar fotovoltaica, mediante paneles solares que cargan unas baterías químicas. La torre es de hierro, cuadrangular, con diez tramos de barandilla y con una plataforma superior que soporta la linterna. Tormentas severas con fuertes vientos la voltearon en diciembre de 1975 y diversos problemas técnicos incidieron para que recién se la reinstalara en 1983.